# Yutaka Yoshida
Yutaka Yoshida (jap. 吉田 豊, Yoshida Yutaka; * 17. Januar 1990 in Fujinomiya, Präfektur Shizuoka) ist ein japanischer Fußballspieler.

## Karriere

### Verein
Yutaka Yoshida erlernte das Fußballspielen in der Jugendmannschaft der Shizuoka Gakuen High School. Seinen ersten Profivertrag unterschrieb er 2008 bei Ventforet Kofu. Der Verein aus Kōfu, einer Stadt in der Präfektur Yamanashi auf Honshū, der Hauptinsel von Japan, spielte in der zweithöchsten Liga des Landes, der J2 League. 2010 wurde er mit dem Club Vizemeister der zweiten Liga und stieg in die erste Liga auf. 2012 wechselte er zum Ligakonkurrenten Shimizu S-Pulse nach Shimizu. 2012 stand er mit Shimizu im Finale des J. League Cup. Das Endspiele wurde mit 2:1 gegen die Kashima Antlers verloren. Nach 85 Erstligaspielen verließ er Ende 2014 den Club. Der Erstligist Sagan Tosu aus Tosu nahm ihn Anfang 2015 unter Vertrag. Für Tosu stand er 115-mal in der J1 League auf dem Spielfeld. Der ebenfalls in der ersten Liga spielende Nagoya Grampus aus Nagoya verpflichtete ihn Anfang 2019. Am 30. Oktober 2021 stand er mit Nagoya im Finale des J. League Cup. Das Finale gegen Cerezo Osaka gewann man mit 2:0. Nach 103 Ligaspielen verließ er nach der Saison 2022 den Verein. Im Januar 2033 unterschrieb er einen Verein beim Erstligaabsteiger Shimizu S-Pulse. Am Ende der Saison 2024 feierte er die Meisterschaft und stieg in die erste Liga auf.

### Nationalmannschaft
Von 2011 bis 2012 spielte Yutaka Yoshida zweimal in der japanischen U23-Nationalmannschaft.

## Erfolge
Ventforet Kofu
- Japanischer Zweitligavizemeister: 2010  ▲

Shimizu S-Pulse
- Japanischer Ligapokalfinalist: 2012
- Japanischer Zweitligameister: 2024

Nagoya Grampus
- Japanischer Ligapokalsieger: 2021